# Saint-Gérand (Morbihan)
Saint-Gérand (bretonisch: Sant-Jelan) ist eine ehemalige französische Gemeinde mit 1128 Einwohnern (Stand 1. Januar 2022) im Département Morbihan in der Region Bretagne.
Der Erlass vom 7. Oktober 2021 legte mit Wirkung zum 1. Januar 2022 die Eingliederung von Saint-Gérand zusammen mit der früheren Gemeinde Croixanvec zur neuen Commune nouvelle Saint-Gérand-Croixanvec fest. Die früheren Gemeinden besitzen fortan den Status von Communes déléguées.

## Geographie
Saint-Gérand liegt im Norden des Départements Morbihan ca. sieben Kilometer nordöstlich von Pontivy und gehört zum Pays de Pontivy.
Umgeben wird Saint-Gérand von den fünf Nachbargemeinden und der Commune déléguée:
| Kergrist | Croixanvec Commune déléguée                 |               |
| Neulliac | Kompassrose, die auf Nachbargemeinden zeigt | Saint-Gonnery |
|          | Noyal-Pontivy                               | Gueltas       |

## Bevölkerungsentwicklung
Nach Gründung der Gemeinde im Jahr 1839 blieb die Einwohnerzahl bis zu den 1940er Jahren relativ stabil, sank bis Mitte der 1970er Jahre unter 700, bis eine moderate Wachstumsphase einsetzte, die heute noch anhält.
| Jahr      | 1962 | 1968 | 1975 | 1982 | 1990 | 1999 | 2006 | 2013 | 2022  |
| --------- | ---- | ---- | ---- | ---- | ---- | ---- | ---- | ---- | ----- |
| Einwohner | 788  | 740  | 687  | 826  | 871  | 891  | 944  | 1047 | 1.128 |

## Geschichte
Die Gemeinde gehört historisch zum bretonischen Gebiet Vannetais und dort zum historischen Gebiet des Pays de Pontivy (Bretonisch: Bro Pondi) und teilt dessen Geschichte.
Sie entstand 1839 durch eine Aufsplitterung der damaligen Gemeinde Noyal-Pontivy in fünf Gemeinden.

## Sehenswürdigkeiten
- Dorfkirche Saint-Gérand aus dem 15. und 16. Jahrhundert
- Kapelle Saint-Dredeno aus dem 16. Jahrhundert
- Kreuz croix des Gallos aus dem Jahr 1661
- Herrenhaus von Kermano aus dem Jahr 1753
- Herrenhaus von Kerihoué aus dem Jahr 1670
- Herrenhaus Bonne-Espérance aus dem 19. Jahrhundert
- Kalvarienberg beim alten Friedhof
- Brunnen Saint-Drédeno in Le Couédic
- Reliquienbrunnen aus dem 18. Jahrhundert
- Brotofen aus dem 17. Jahrhundert in Kerihoué
- Barrierenwärterhaus aus dem 19. Jahrhundert in Saint-Dredeno
- Schleusen am Kanal Nantes-Brest in Saint-Dredeno
- Wind- und Wassermühle in Gouret aus dem 15. Jahrhundert

Quelle: